# 佳能 EF 200mm 鏡頭
佳能 EF 200mm 鏡頭是一系列由佳能公司生產的定焦鏡頭，一共有下列幾種型號：
- EF 200mm f/1.8L USM
- EF 200mm f/2L IS USM
- EF 200mm f/2.8L USM

當200mm鏡頭用於佳能數碼EOS系列的APS-C幅面機身（如佳能 EOS 550D）時，視角會變窄，其等效於全幅機身上的320mm視角（乘以系數1.6）。當用於APS-H幅面機身（如佳能 EOS-1D Mark IV）時，其等效於全幅機身的260mm視角（乘以系數1.3）。

## 外部連結
- Canon EF 200mm F2L IS USM （页面存档备份，存于）
- Canon EF 200mm F2.8L II USM （页面存档备份，存于）